# Zaborek
Zaborek – część wsi Janów Podlaski w Polsce, położona  w województwie lubelskim, w powiecie bialskim, w gminie Janów Podlaski. Leży nad jeziorem w południowej części Janowa, w okolicy ulicy Kolonia.
Dawniej samodzielna miejscowość i gromada w gminie Janów Podlaski.
W latach 1975–1998 miejscowość należała administracyjnie do ówczesnego województwa bialskopodlaskiego. 